# New England Tea Men
New England Tea Men – amerykański klub piłkarski z Foxborough, w stanie Massachusetts. Drużyna występowała w lidze NASL, a jego domowym obiektem był Schaefer Stadium, natomiast halowa drużyna swoje mecze domowe rozgrywała w hali Providence Civic Center w Providence, w stanie Rhode Island. Zespół istniał w latach 1978–1980.

## Historia
Klub został założony w 1978 roku i w tym samym roku przystąpił do rozgrywek ligi NASL. Był własnością producenta herbat – Lipton, a nazwa klubu przypominała zarówno firmę, jak i herbatkę bostońską. Zespół ze zmiennym szczęściem startował w lidze NASL, w sezonie 1978 wygrali Dywizję Wschodnią w Konferencji Amerykańskiej i tym samym awansowali do fazy play-off ligi, gdzie ulegli w pierwszej rundzie Fort Lauderdale Strikers 1:3, a zawodnik klubu Mike Flanagan został wybranym MVP NASL.
Natomiast sezon 1979 w wykonaniu klubu nie był udany (brak awansu do fazy play-off ligi) z dwóch ważnych powodów: transfer Mike’a Flanagana do Crystal Palace oraz wyrzucenie klubu z Schaefer Stadium, gdyż według właścicieli Foxboro Raceway terminy meczów klubu kolidowały z terminami wyścigów samochodowych rozgrywanymi na tym obiekcie. Jednak po roku gry na Nickerson Field klub osiągnął porozumienie z Foxboro Raceway w sprawie rozgrywania swoich meczów nie w dniach wyścigów samochodowych i tym samym zespół mógł ponownie grać na Schaefer Stadium, jednak w godzinach nocnych, co miało wpływ na frekwencję na meczach zespołu.
W sezonie 1980 klub awansował do fazy play-off ligi, gdzie ulegli w pierwszej rundzie Tampa Bay Rowdies w dwumeczu (0:1, 0:4), jednak klub walczył o wypłacalność finansową w Massachusetts. Zaraz na początku halowego sezonu ligi NASL 1980/1981 klub został przeniesiony do Jacksonville w stanie Floryda i od tej pory zespół występował pod nazwą Jacksonville Tea Men.

## Osiągnięcia

### Nagrody indywidualne
MVP NASL
- 1978: Mike Flanagan

Jedenastka Sezonu NASL
- 1978: Gerry Daly, Mike Flanagan, Kevin Keelan, Chris Turner

Wyróżnienia NASL
- 1978: Dave D’Errico
- 1979: Artur Correia, Gerry Daly

U.S. Soccer Hall of Fame
- 2003: Arnie Mausser[3]

## Sezon po sezonie
| Sezon | Liga | Z  | P  | Pkt | Sezon                         | Playoff                | Śr. frekwencja |
| ----- | ---- | -- | -- | --- | ----------------------------- | ---------------------- | -------------- |
| 1978  | NASL | 19 | 11 | 165 | 1. miejsce, Dywizja Wschodnia | Pierwsza runda         | 12.064         |
| 1979  | NASL | 12 | 18 | 110 | 4. miejsce, Dywizja Wschodnia | Nie zakwalifikował się | 6.562          |
| 1980  | NASL | 18 | 14 | 154 | 3. miejsce, Dywizja Wschodnia | Pierwsza runda         | 8.748          |

### Halowa NASL
| Sezon   | Liga        | Z | P  | Pkt | Sezon                         | Playoff                | Śr. frekwencja |
| ------- | ----------- | - | -- | --- | ----------------------------- | ---------------------- | -------------- |
| 1979–80 | Halowa NASL | 2 | 10 | –   | 5. miejsce, Dywizja Wschodnia | Nie zakwalifikował się | 3.249          |

## Władze
- Derek Carroll – Prezydent
- Bill Alex – Konferansjer
- Steve Glendye – Komentator na Northeast Sports Network

## Trenerzy
- Noel Cantwell – Pierwszy trener
- Dennis Viollet – Asystent trenera

## Znani piłkarze
| - Laurie Abrahams (1978) - Tony Brown (1980) - Jack Carmichael (1980) - Peter Carr (1978–80) - Mike Flanagan (1978) - Roger Gibbins (1978–79) |  | - Kevin Keelan (1978–80) - Larry May (1978) - Geoff Pike - Chris Turner (1978–80) - Keith Weller (1978–80) - Gerry Daly (1978–79) |  | - Jean-Pierre Tokoto (1980) - Salif Keita (1979–80) - Artur Correia (1979–80) - Ringo Cantillo (1978–80) - Dave D’Errico (1978) - David Egan (1978) |  | - Peter Ioanou - Arnie Mausser (1980) - Francis Pantuosco (1979) - Dennis Wit (1978–81) - Brian Alderson (1978–79) |